# Bundeshaus des Allgemeinen Deutschen Gewerkschaftsbundes

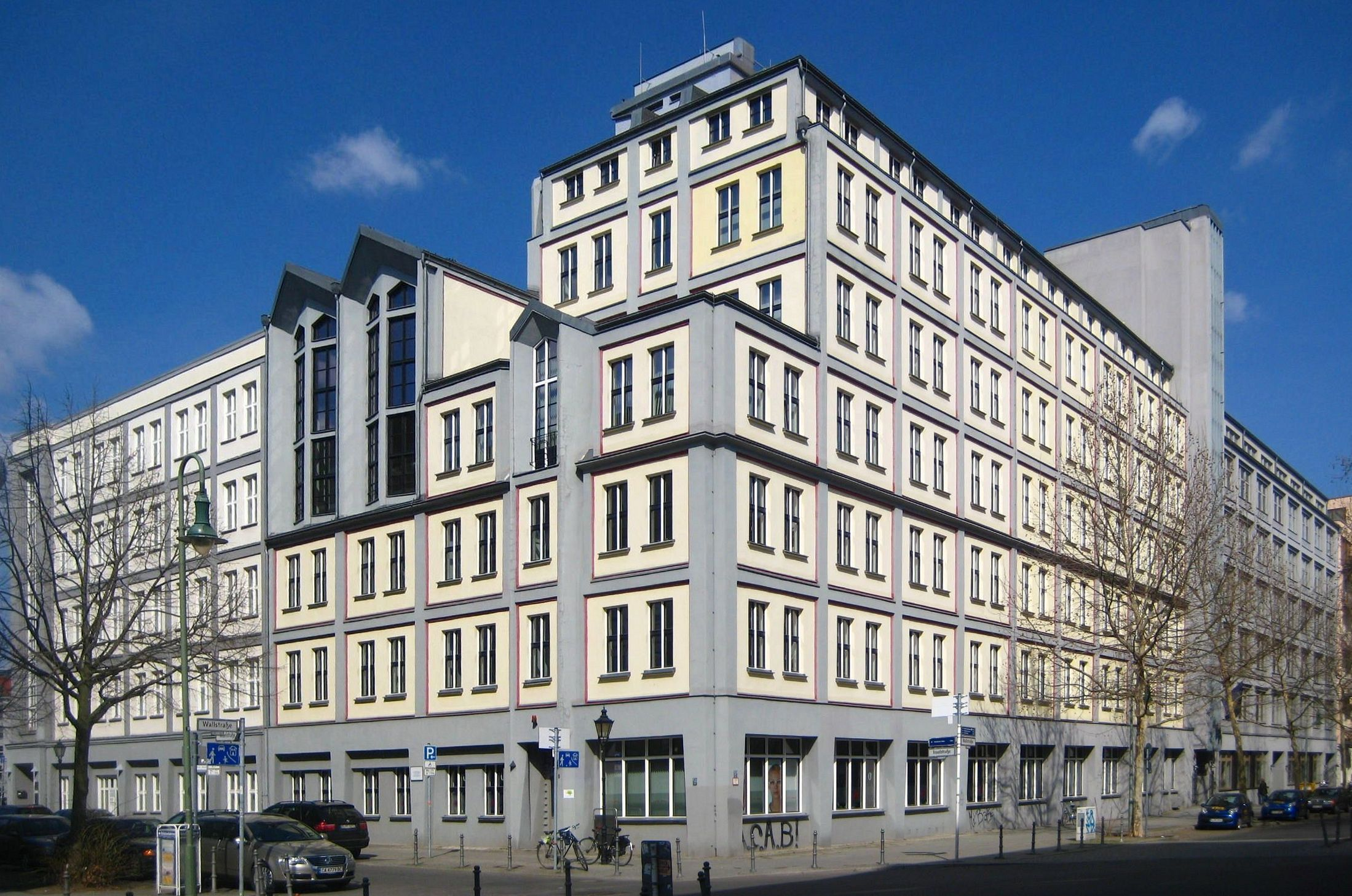
Das Gebäude an der Wallstraße, Ecke Inselstraße (2010)

Das Bundeshaus des Allgemeinen Deutschen Gewerkschaftsbundes ist ein von Max Taut entworfenes Gebäude an der Wallstraße 61–65, Ecke Inselstraße in Berlin, das seit 1989 unter Denkmalschutz steht.

## Geschichte
Der Allgemeine Deutsche Gewerkschaftsbund (ADGB) war die Dachorganisation zahlreicher Einzelgewerkschaften in der Weimarer Republik. 1920 lag die Zahl der Mitglieder bei ca. 7 Millionen. Die Räumlichkeiten im Berliner Gewerkschaftshaus, in dem die Mitarbeiter des ADGB untergebracht waren, waren für die Größe des Verbandes schon lange nicht mehr ausreichend. Daher beschloss man schon Anfang der 1920er Jahre, ein eigenes Gebäude zu errichten. Die Gewerkschaftsmitglieder mussten dafür mehrmals eine Umlage für den Hausbaufonds leisten. Finanzstarke Verbände gaben ebenfalls Zuschüsse bzw. Darlehen, ebenso wie die Landesorganisation der Gewerkschaften Dänemarks.

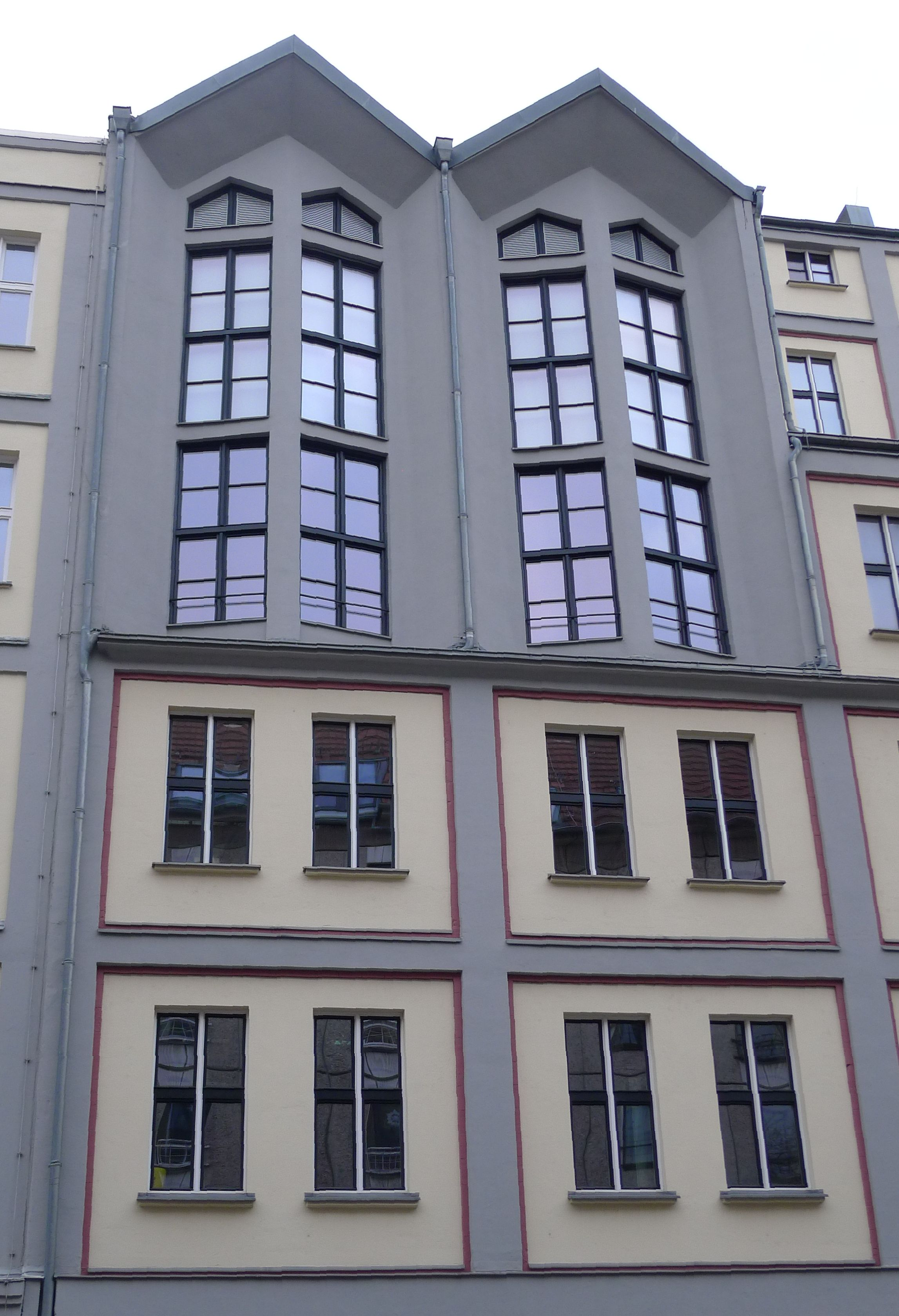
Fassade mit expressionistischen Details im Bereich des Sitzungssaals.

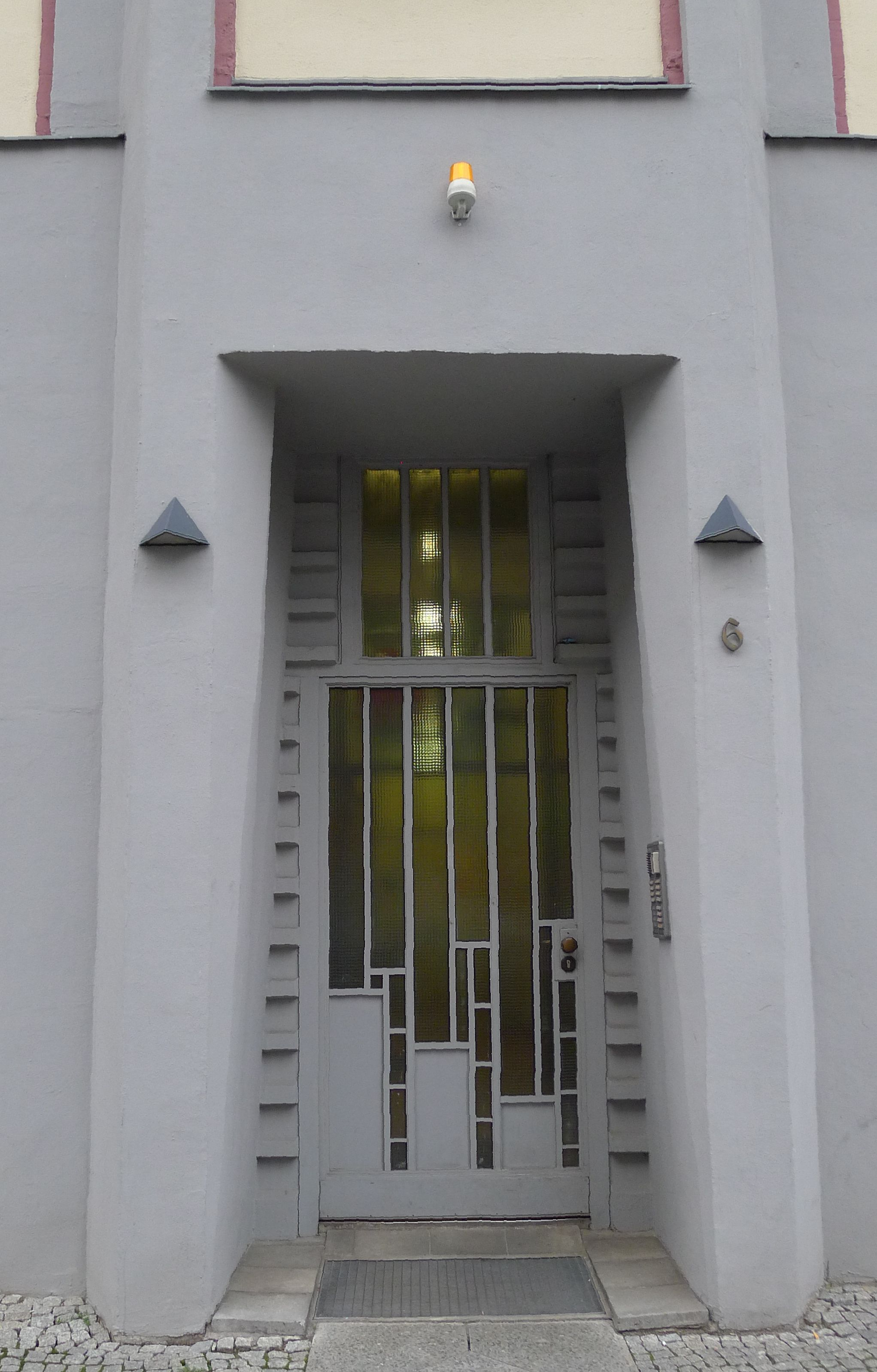
Eingang mit expressionistischen Details

Das Gebäude wurde von der Berliner Architekten-Bürogemeinschaft Max Taut und Franz Hoffmann entworfen. Max Taut war der leitende Architekt. Das Gebäude war der erste Stahlbetonrahmen- und Stahlbetonrasterbau Deutschlands, es war im Stil der Neuen Sachlichkeit gestaltet und wies Details im expressionistischen Stil auf. Die Konstruktion war im Äußeren sichtbar, und die Pfeiler waren durch kielartige Verstärkungen formal betont. Auch der Sitzungssaal, der durch zwei Geschosse ging, war an der Fassade deutlich ablesbar durch die in expressionistischem Stil als Faltwerk gegossenen Giebel.
Das Gebäude hatte sechs Stockwerke mit Abstufungen. Es enthielt Büroräume, zwei Sitzungssäle sowie drei Wohnungen und einige Gästezimmer im Dachgeschoss. Im Erdgeschoss lagen Ladenräume und die Geschäftsräume der Bank der Arbeiter, Angestellten und Beamten. Der Bau wurde von 1922 bis 1923 errichtet.
Neben dem Vorstand des ADGB bezogen mehrere gewerkschaftseigene Wirtschaftsunternehmen das Gebäude. Von 1930 bis 1932 folgte eine zweite Bauphase unter der Leitung des Architekten Walter Würzbach: Das Gebäude wurde in der Wallstraße fortgeführt und bekam einen turmartigen Mittelbau. Das Gewerkschaftshaus des ADGB wurde am 2. Mai 1933 von der SA besetzt und in der Folge von der Deutschen Arbeitsfront (DAF) genutzt.
Nach 1945 lag der Gebäudekomplex in Ost-Berlin, er wurde dem neu gegründeten Freien Deutschen Gewerkschaftsbund (FDGB) übergeben. Von 1946 bis 1950 war er Sitz des FDGB-Bundesvorstandes, bevor er bis 1990 ausschließlich vom Bezirksvorstand Berlin des FDGB und von Bezirks- und Kreisvorständen der Einzel-Gewerkschaften des FDGB genutzt wurde. In der DDR-Zeit erhielt das Gebäude den Namen „Hermann-Schlimme-Haus“ nach dem führenden ADGB-Funktionär Hermann Schlimme.
In den 1950er Jahren folgte eine Anschlussbebauung in der Inselstraße bis zum Märkischen Ufer. Nach 1990 wurde der gesamte Baukomplex umfassend saniert. Aktuell hat dort unter anderem die Vertretung des Bezirks Berlin-Mark Brandenburg der Industriegewerkschaft Bergbau, Chemie, Energie (IG BCE) ihren Sitz.